# Масааки Като
Масааки Като (јап. 加藤 正明; 22. децембар 1958) јапански је фудбалер.

## Каријера
Током каријере је играо за Toshiba и АНА.

## Репрезентација
За репрезентацију Јапана дебитовао је 1981. године. За тај тим је одиграо 3 утакмице и постигао 1 гол.

## Статистика
| Јапан  | Јапан   | Јапан  |
| Година | Наступи | Голови |
| ------ | ------- | ------ |
| 1981.  | 3       | 1      |
| Укупно | 3       | 1      |